# The Limping Man
The Limping Man è un film britannico del 1953, diretto da Cy Endfield.

## Trama
Camminando con l’aiuto di una stampella, un cecchino si apposta all’aeroporto di Londra ed uccide un uomo appena sbarcato da un volo proveniente dagli Stati Uniti, identificato in seguito come Kendal Brown.
Sullo stesso aereo viaggiava Frank Prior, un americano che fa ritorno in Inghilterra - dove, anni prima, si era trovato in guerra - nella speranza di riallacciare i rapporti con la sua fidanzata di un tempo, Pauline French.
Frank si riunisce con Pauline, ma allo stesso tempo la ritrova invischiata in un torbido passato proprio con Kendal e ricattata dalla moglie di quest’ultimo, Helene.
Dopo l’intervento di Scotland Yard e diverse vicissitudini, Bob si ritrova a lottare pericolosamente con un uomo nella galleria di un teatro, rischiando di cadere di sotto.